# Игнатьева, София Сергеевна
Графиня Софи́я Серге́евна Игна́тьева (урождённая княжна Мещерская; 15 (27) февраля 1851, Санкт-Петербург—28 февраля 1944, Париж) — фрейлина императрицы Марии Александровны, церковный и общественный деятель, благотворительница. Кавалерственная дама ордена Святой Екатерины.

## Биография
Княжна София Сергеевна родилась в семье князя Сергея Васильевича Мещерского (1828—1856) и Марии Владимировны Апраксиной. По рождению принадлежала к высшей аристократии. По линии отца — двоюродная племянница князя В. П. Мещерского, по линии матери — правнучка генерала С. С. Апраксина и графа П. А. Толстого. Её сын, Алексей, писал в своих воспоминаниях:
Она происходила из совершенно чуждой Игнатьевым среды — из помещичьего дома князей Мещерских, гордившихся тем, что «никогда и никому не служили».
В раннем детстве лишилась отца. Была принята ко двору фрейлиной императрицы Марии Александровны.
Княжна София Мещерская вышла замуж за графа Алексея Павловича Игнатьева, сына генерала Павла Николаевича Игнатьева и Марии Ивановны, дочери промышленника И. А. Мальцова. Знакомство их состоялось в имении её дяди Лотошино, куда Алексей Павлович прибыл во главе полка, отправлявшегося на манёвры.

София Сергеевна предпочитала жить простой жизнью, её сын вспоминал: 
Она познакомила отца с деревенской жизнью, увлекла столичного служаку сельским хозяйством и в домашнюю жизнь внесла элементы провинциальной простоты. Ни положение жены генерал-губернатора, ни чванный петербургский свет, ни цивилизованный Париж не смогли сломить Софьи Сергеевны, и она всему предпочитала самовар, за которым любила посидеть с русским платком на голове.
В 1906 году Алексей Павлович был убит на заседании Тверского губернского земского собрания эсером С. Н. Ильинским. По воспоминаниям сына, графиня Игнатьева резко отреагировала на сочувственную телеграмму императора Николая II, в ответе «содержался дерзкий смысл — намёк на организаторов убийства, звучавший почти как угроза самому царю».
После революции София Сергеевна была вынуждена покинуть Петроград и поселиться в Киеве у Н. Д. Жевахова, который писал в воспоминаниях: «Наш старинный и уютный дом-особняк вскоре приютил в своих стенах моих петербургских друзей и знакомых. …Позднее прибыла графиня София Сергеевна Игнатьева с дочерью графиней Ольгой Алексеевной».
В 1919 году Игнатьева эвакуировалась в Константинополь, затем переехала во Францию, где жила в Париже на улице Дарю. Священник Б. Старк, посещавший Игнатьевых, писал: «Всегда было очень шумно, очень безалаберно, очень дружно и весело, а у окна сидела безмолвная, старая, как „Пиковая Дама“, графиня София Сергеевна и вышивала свои покровцы. Один вопрос был „табу“ в этом доме, это вопрос о старшем сыне Алексее Алексеевиче. Я не знаю, сочувствовали ли уже тогда члены семьи поступку Алексея Алексеевича, признавшего советское правительство и переехавшего перед войной в Москву, а ранее служившего в нашем советском торгпредстве. Думаю, что старой графине было нелегко примириться с этим, а также с прощанием навсегда со своим первенцем».
Графиня София Сергеевна Игнатьева скончалась 28 февраля 1944 года и после отпевания в соборе на улице Дарю похоронена на Русском кладбище.

## Благотворительная деятельность
София Сергеевна всю жизнь активно занималась благотворительной деятельностью.
Во время пребывания мужа на посту иркутского генерал-губернатора графиня Игнатьева содействовала открытию женского института, сооружению ряда церквей и делу устройства переселенцев, была директрисой приюта для арестантских детей, находившегося при Дамском отделении губернского комитета.
В Киеве, где Игнатьева оказалась в связи с новым назначением мужа, она принимала участие в оформлении Владимирского собора. Попечительница открытого в 1895 году в одноэтажном доме № 28 по улице Фундуклеевской приюта для приёма и призрения питомцев (подкидышей).
Была попечительницей и благотворительницей петербургского подворья Александровского женского монастыря , а также председателем комиссии Райволского общества попечения о бедных и больных детях и директором Санкт-Петербургского дамского благотворительного тюремного комитета.
В годы первой мировой войны участвовала в деятельности Общества по погребению павших воинов.

## Политический салон
Вскоре после гибели мужа открыла правый политический салон, где посетители вели «духовные беседы». В исторической науке и публицистике существует мнение, что именно участники салона представили Николаю II и его супруге Митю Козельского, который стал на некоторое время «мистическим другом» императорской семьи. Его посещали архиереи, церковные, правительственные и общественные деятели консервативного направления. Во время конфликта Гермогена и Илиодора со «старцем Григорием» поддержала священнослужителей. Но впоследствии Распутин, по слухам, неоднократно встречался с графиней.

## В литературе
Графиня Игнатьева и её салон упомянуты в книге В. С. Пикуля «Нечистая сила»
Была война, была Россия,

и был салон графини И.,

где новоявленный Мессия

тянул холодное аи;

его пластические позы —

вне этикета, вне оков;

смешался запах туберозы

с ядрёным запахом портков!

«Графиня И.», о которой оставил стихи поэт и к которой везли Распутина, — генеральша Софья Сергеевна Игнатьева, урождённая княжна Мещерская. Пожалуй, даже муж её не ощущал себя так свободно в Государственном совете, как она — в Синоде, где митрополиты стелили перед ней ковры, ставили за её здравие пудовые, сутками не угасавшие свечи. Сейчас уже неважно, сколько тысяч графиня имела. В одном лишь Петербурге она владела восемью домами. Проживала на Французской набережной — в ряду посольских особняков, где Нева щедро обливала окна прохладною синевой, где из Летнего сада доносило благотворный шум отцветающей зелени…

## Дети
В браке родились:
- Алексей (1877—1954) — первым браком женат на Елене Владимировне Охотниковой (1888—1975), дочери Владимира Николаевича Охотникова и княжны Александры Петровны Трубецкой, после развода с которой в 1918 году женился на балерине Наталье Владимировне Трухановой.
- Павел (1878—1930) — глава русской контрразведки во Франции с ноября 1915 года[13]. Женат на Марии Андреевне Венгловской (1888—1941)[14].
- София[15][K 2](1880—1935[16]) — супруга генерал—майора Николая Ивановича Звегинцова (1878—1932).
- Сергей (1888—1955) — штаб-ротмистр лейб-гвардии Гусарского полка. Был женат на актрисе Екатерине Николаевне Рощиной-Инсаровой[17]. У них сын Алексей (род. 1919)[18].
- Ольга (1896—1949) — сестра милосердия. Эмигрировала, но позднее вернулась в СССР[19].

### Комментарии
1. ↑  В своей книге А. А. Игнатьев пишет, что к обеду у бабушки должны были являться три семьи, в том числе «младшего брата, нашего отца, Алексея Павловича, — пятеро детей[3]». Сообщая о назначении отца в Восточную Сибирь (1885) он пишет (стр. 25): «Мы лежали с братом и сестрой в полной темноте…»
2. ↑  В книге Волкова супруга Н. И. Звегинцова названа Софией. Тем не менее Б. Старк в своих воспоминаниях писал: «Кроме Ольги и Сергея — рубахи парня, бывшего лейб-гусара, бывал племянник Сергей Звягинцев, сын покойной сестры Екатерины»[6]